# Plectranthias vexillarius
Plectranthias vexillarius là một loài cá biển thuộc chi Plectranthias trong họ Cá mú. Loài này được mô tả lần đầu tiên vào năm 1980. Danh pháp khoa học của loài cá này, vexillarius, ám chỉ các sợi của gai vây lưng vươn dài như ngọn cờ của chúng.

## Phân bố và môi trường sống
P. vexillarius có phạm vi phân bố nhỏ hẹp ở vùng biển Tây Bắc Ấn Độ Dương. Mẫu vật duy nhất của loài này chỉ được tìm thấy tại vịnh Oman, ở vùng hỗn hợp cát đen, đất sét, và những mảnh vụn của động vật có vỏ; độ sâu tìm thấy được ghi nhận trong khoảng từ 49 đến 63 m.

## Mô tả
Mẫu vật duy nhất dùng để mô tả P. vexillarius có chiều dài cơ thể được ghi nhận là khoảng 8,2 cm. Mẫu vật sau khi được bảo quản trong rượu có màu trắng nhạt, thân có 4 hàng đốm lớn màu nâu không đều (một số đốm có kích thước lớn bằng mắt). Phía sau nửa đầu trên và gáy có màu nâu; một dải màu nâu mờ kéo dài về phía sau, từ giữa mắt đến phía trước của mang; một dải màu nâu mờ thứ hai ở phần dưới của mắt. Tất cả vây đều có màu trắng nhạt. Màu sắc khi mẫu vật còn tươi không được ghi lại.
Số gai ở vây lưng: 10; Số tia vây mềm ở vây lưng: 17; Số gai ở vây hậu môn: 3; Số tia vây mềm ở vây hậu môn: 7; Số gai ở vây bụng: 1; Số tia vây mềm ở vây bụng: 5; Số tia vây mềm ở vây ngực: 13; Số tia vây mềm ở vây đuôi: 15.